# Giunca
La giunca è un tipo di imbarcazione, bastimento, della Cina e dell'Estremo Oriente, detta così perché uno dei principali legni utilizzati per la costruzione è il giunco. I primi documenti relativi a questo tipo di nave risalgono già al 300 a.C. e una particolare evoluzione della giunca fu nel XIV secolo la nave del tesoro.
La carena è piatta, la prua affilata, mentre la poppa è rigonfia e lo scafo è diviso in compartimenti. Alcune unità, soprattutto nell'antichità, erano dotate di tre alberi, mentre nel XXI secolo viene armata con due alberi, uno di maestra e uno di trinchetto, dalla caratteristica velatura steccata. Una caratteristica particolare di questo tipo di veliero è il lungo timone spesso necessario per manovrare in tratti particolarmente stretti o negli affollatissimi porti orientali; è utilizzata soprattutto come nave mercantile, mentre anticamente era utilizzata anche dalla pirateria.

## Etimologia

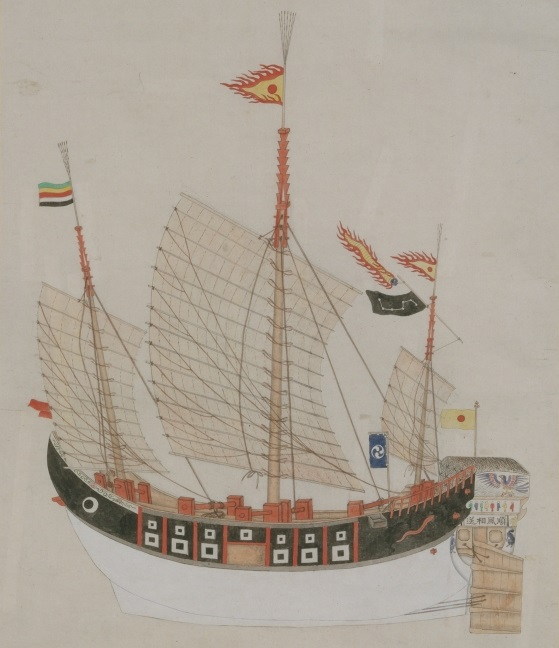
Una giunca kai-sen di Ryūkyū - ill. del XIX secolo.

Le opinioni divergono sul fatto che l'origine della parola provenga da un dialetto cinese o da una parola giavanese. Il termine potrebbe derivare dal cinese chuán (船S, lett. "barca/nave") — La parola moderna in cinese mandarino per una nave da carico in legno d'alto mare è cáo (艚S).
Pierre-Yves Manguin e Petrus Josephus Zoetmulder indicano un'origine antico giavanese nell'etimo jong (trascritto joṅ). La prima attestazione di jong è in un'iscrizione a Bali risalente all'XI secolo Passò nelle lingue malese e cinese nel XV secolo, come evidenziato da un elenco di parole cinesi che lo identifica come una parola malese per nave. Alla fine del XV secolo, il codice marittimo Undang-Undang Laut Melaka degli armatori giavanesi in Melaka, usa spesso jong come parola per indicare le navi mercantili. Gli scritti europei dal 1345 al 1601 utilizzano una varietà di termini correlati, tra cui jonque (fr.), ioncque, ionct, giunchi, zonchi (it.), iuncque, joanga, juanga (es.), junco (pt.) e ionco, djonk, jonk (nl.). Questi termini sono comunemente usati per descrivere tutti i tipi di grandi navi incontrate nel sud-est asiatico, così come le navi cinesi. Bao Zunpeng, uno studioso di Taiwan, crede che la parola "jong" derivi dal cinese 粽S, zongP. In termini di suono è molto simile ma il significato originale di "zong" si riferisce alla flotta e non corrisponde al significato originale di "jong".
L'origine della parola "junk" nella lingua inglese può essere fatta risalire alla parola portoghese junco, dall'arabo j-n-k (جنك). Questa parola deriva dal fatto che la scrittura araba non può rappresentare il suono scritto con il digramma "ng". L'etimo indicava sia la nave giavanese/malese ("jong" o "djong") sia la nave cinese ("chuán") anche se trattavasi di due natanti nettamente diversi.

## Costruzione

### Vela
Resti iconografici mostrano che le navi cinesi prima del XII secolo utilizzavano vele quadre. Una nave scolpita in una stele buddista in pietra mostra una nave con vela quadrata della dinastia Liu Sung o della dinastia Liang (circa V o VI secolo). Nelle grotte di Mogao, il tempio n. 45 (dell'VIII o IX secolo) raffigura grandi barche a vela e sampan con vele quadre gonfiate. Nello specchio di Xi'an (IX-XII secolo) è raffigurata una grande nave con una sola vela.
La giunca utilizza vele steccate (en. junk-rig): delle vele quadre attraversate per tutta la loro lunghezza da stecche/canne orizzontali parallele che la mantengono piatte in tutte le condizioni di vento. Di conseguenza, la loro capacità di navigare sottovento è inferiore rispetto a quella di una vela aurica.

### Scafo
Le giunche classiche erano costruite con legni teneri (sebbene dopo il XVII secolo il teak fosse usato nel Guangdong) con la forma esterna costruita per prima. Quindi sono stati costruiti più compartimenti interni / paratie a cui si accede da boccaporti e scale separate, che ricordano la struttura interna di bambù. Tradizionalmente, lo scafo ha una poppa a forma di ferro di cavallo che sostiene un alto ponte di poppa. Il fondo è piatto in una giunca di fiume senza chiglia (simile a un sampan), in modo che la barca si basi su una deriva, sottovento o timone molto grande per evitare che la barca scivoli lateralmente nell'acqua.
Un'altra caratteristica delle giunche erano specifici compartimenti interni e paratie che rafforzava la nave e rallentava l'allagamento nel caso di danneggiamento dello scafo. I natanti così costruiti sono stati descritti nel libro di Zhu Yu La tavola parlante Pingzhou del 1119, al tempo della dinastia Song. Ancora una volta, questo tipo di costruzione per gli scafi delle navi cinesi fu attestato dal viaggiatore musulmano berbero-marocchino Ibn Battuta (1304–1377) che lo descrisse in grande dettaglio.
Benjamin Franklin ha scritto in una lettera del 1787 sul progetto dei pacchetti di posta tra gli Stati Uniti d'America e la Francia:
(Benjamin Franklin, 1787)
Pozzi umidi simili erano evidenti anche nelle piccole imbarcazioni romane del V secolo d.C.

## Storia

### XX-XXI secolo

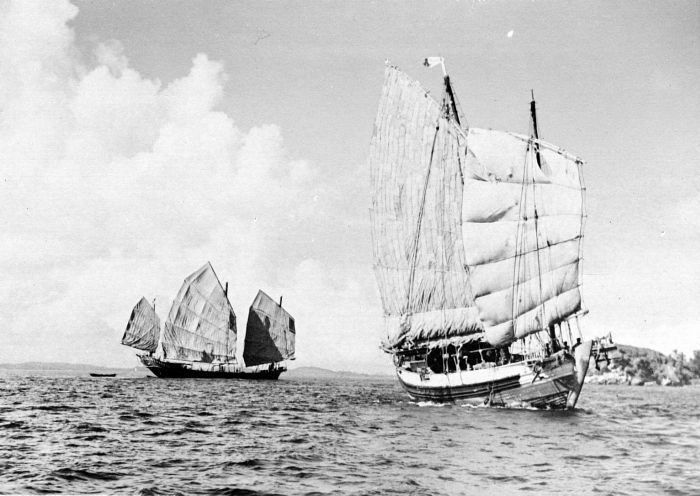
La giunca Sin Tong Heng e la lorcha Tek Hwa Seng nelle Indie orientali olandesi - fotografia (1936).

Nel 1938, E. Allen Petersen sfuggì all'avanzata degli eserciti giapponesi navigando su una giunca di 36 piedi (11 m), Hummel Hummel, da Shanghai alla California con sua moglie Tani e due russi bianchi (lealisti dello zar).
Nel 1955, sei giovani navigarono su una giunca in stile dinastia Ming da Taiwan a San Francisco. Il viaggio di quattro mesi a bordo della Free China è stato filmato e il loro arrivo a San Francisco ha fatto notizia in prima pagina internazionale. I cinque amici nati in Cina hanno visto una pubblicità per una regata internazionale di yacht transatlantici e hanno colto al volo l'occasione per l'avventura. A loro si unì l'allora vice console degli Stati Uniti in Cina, che aveva il compito di filmare il viaggio. Durante i tifoni e le disavventure, l'equipaggio, non avendo mai navigato prima su una giunca secolare, ha imparato lungo la strada. L'equipaggio comprendeva Reno Chen, Paul Chow, Loo-chi Hu, Benny Hsu, Calvin Mehlert ed era guidato dallo skipper Marco Chung. Dopo un viaggio di 6.000 miglia (9.700 km), la Free China e il suo equipaggio arrivarono nella baia di San Francisco nella nebbia l'8 agosto 1955. Poco dopo il filmato fu presentato nel diario di viaggio Bold Journey della televisione della ABC. Presentato da John Stephenson e narrato dal navigatore della nave Paul Chow, il programma ha messo in evidenza le avventure e le sfide della navigazione della spazzatura attraverso il Pacifico, oltre ad alcuni momenti divertenti a bordo della nave.

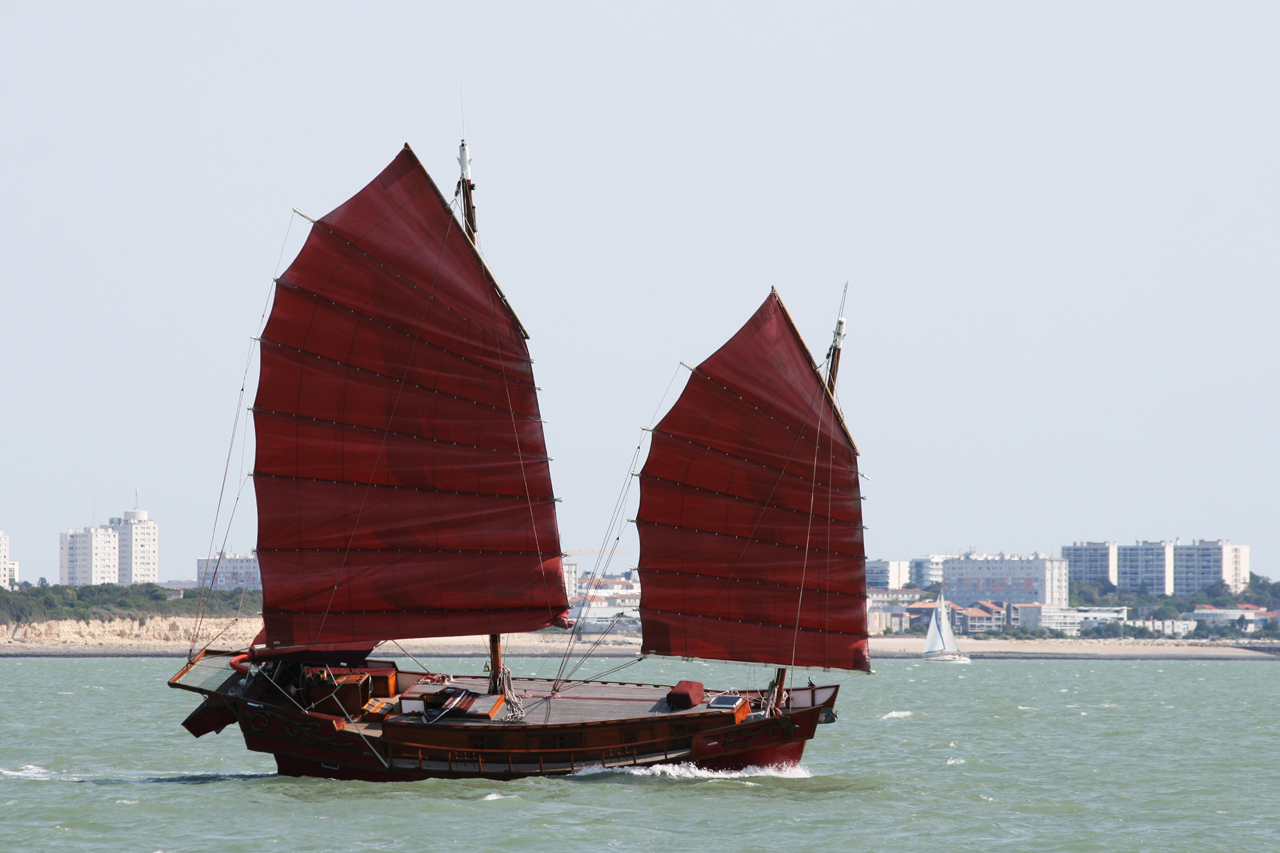
Una giunca moderna a La Rochelle - fotografia (2009)

Nel 1959, un gruppo di catalani, guidati da Jose Maria Tey, salpò da Hong Kong alla volta di Barcellona su una giunca di nome Rubia. Dopo il loro viaggio di successo, questa giunca è stata ancorata come attrazione turistica a un'estremità del porto di Barcellona, vicino al punto in cui La Rambla incontra il mare. Insieme ad essa era ormeggiata permanentemente una riproduzione della caravella Santa Maria di Colombo negli Anni '60 e parte degli Anni '70.
Nel 1981, Christoph Swoboda fece costruire un Bedar di 65 piedi (LoA) dal cantiere navale di Che Ali bin Ngah sull'isola di Duyong nell'estuario del fiume Terengganu, sulla costa orientale della Malesia. Il Bedar è uno dei due tipi di giunca/goletta malese tradizionale. Ha navigato con questo legno con la sua famiglia e un amico nel Mediterraneo e poi ha continuato cambiando equipaggio per finire finalmente una circumnavigazione nel 1998. Ha venduto questa nave nel 2000 e nel 2004 ha iniziato a costruire una nuova giunca a Duyong con gli stessi artigiani: i Pinas (o Pinis) Naga Pelangi, per aiutare a mantenere viva questa antica tradizione di costruzione di barche. Questa barca è stata allestita nel 2010 e sta lavorando come barca charter nelle Andamane e nel Mar Cinese Meridionale.

### Bibliografiche
1. ↑  (ZH) 字典中 艚 字的解释 汉典 zdic.net, su zdic.net (archiviato dall'url originale il 10 settembre 2006).
2. ↑  (EN) P.J. Zoetmulder, Old Javanese-English dictionary., L'Aia, Martinus Nijhoff, 1982, ISBN 9024761786.
3. ↑  (EN) Jiří Jákl, "The Sea and Seacoast in Old Javanese Court Poetry: Fishermen, Ports, Ships, and Shipwrecks in the Literary Imagination, in Archipel, 2020,  p. 82, DOI:10.4000/archipel.2078, ISSN 0044-8613 (WC · ACNP).
4. 1 2 3  (EN) Anthony Reid, Charting the Shape of Early Modern Southeast Asia, Silkworm Books, 2000, ISBN 9747551063..
5. ↑  (EN) Anthony Reid, Southeast Asia in the Age of Commerce 1450-1680. Volume Two: Expansion and Crisis, New Haven e Londra, Yale University Press, 1993,  p. 39.
6. ↑  (FR) JONQUE : Etymologie de JONQUE, su cnrtl.fr. URL consultato il 30 marzo 2018.
7. ↑  (EN) R.E. Galang, Types of watercraft in the Philippines, in The Philippine Journal of Science, vol. 75, 1941,  p. 299.
8. ↑  (EN) Charlotte Minh-Hà L. Pham, Unit 14: Asian Shipbuilding, in Training Manual for the UNESCO Foundation Course on the Protection and Management of Underwater Cultural Heritage in Asia and the Pacific, Bangkok, UNESCO Bangkok, Asia and Pacific Regional Bureau for Education, 2012,  p. 19, ISBN 978-92-9223-414-0.
9. ↑  (ZH) Chen Xiyu, 中国帆船与海外贸易 [Barche a vela cinesi e commercio estero], Xiamen University Press, 1991,  pp. 135-136, ISBN 9787561503829.
10. ↑  (EN) Waruno Mahdi, Unit 14: Asian Shipbuilding, Otto Harrassowitz Verlag, 2007, ISBN 9783447054928.
11. ↑  Needham 1986, pp. 456-457.
12. ↑  (EN) Dix, President Dudley, Shaped by Wind & Wave: Musings of a Boat Designer, Lulu Press, Inc., 2013, ISBN 9781105651120.
13. ↑  (EN) Mudie, Rosemary e Mudie, Colin, The history of the sailing ship, Arco Publishing Co., 1975,  p. 152, ISBN 9780668037808.
14. ↑  (EN) Platt, Brian, The masts, hull and standing rigging" section - paragrafo 2, in The Chinese Sail, 2001.
15. ↑  (EN) Materials and dimensions - paragrafo 5, in Mainland China: Revival of the Junk.
16. ↑  Needham 1986, p. 469.
17. ↑  (EN) E. Allen Petersen Dies at 84; Fled Japanese on Boat in '38, in The New York Times, 14 giugno 1987.